# Patrick Crehan
Patrick „Paddy” Crehan (ur. 18 lutego 1920 w hrabstwie Clare, zm. 11 lutego 1992 w Dublinie) – irlandzki koszykarz, uczestnik Letnich Igrzysk Olimpijskich 1948.
Był uczestnikiem igrzysk w Londynie. W trzech olimpijskich spotkaniach zdobył cztery punkty, przy tym notując także pięć fauli. Razem z kolegami z reprezentacji zajął 23. miejsce, jednak jego drużyna przegrała wszystkie mecze turnieju.